# Kortborstelbekboorvlieg
De kortborstelbekboorvlieg (Chetostoma stackelbergi) is een vliegensoort uit de familie van de boorvliegen (Tephritidae). De wetenschappelijke naam van de soort is voor het eerst geldig gepubliceerd in 1955 door Rohdendorf.